# Vonkkeelkolibrie
De vonkkeelkolibrie (Heliomaster constantii) is een vogel uit de familie Trochilidae (kolibries).

## Verspreiding en leefgebied
Deze soort komt voor in westelijk Midden-Amerika en telt drie ondersoorten:
- H. c. pinicola: noordwestelijk Mexico.
- H. c. leocadiae: van westelijk Mexico tot westelijk Guatemala.
- H. c. constantii: van El Salvador en Nicaragua tot Costa Rica.

## Status
De grootte van de populatie is in 2019 geschat op 50-500 duizend volwassen vogels. Op de Rode lijst van de IUCN heeft deze soort de status niet bedreigd.  